# Бодзейовиці
Бодзейовиці (пол. Bodziejowice) — село в Польщі, у гміні Іжондзе Заверцянського повіту Сілезького воєводства.
Населення — 203 особи (2011).
У 1975-1998 роках село належало до Ченстоховського воєводства.

## Демографія
Демографічна структура станом на 31 березня 2011 року:
|          | Загалом | Допрацездатний вік | Працездатний вік | Постпрацездатний вік |
| -------- | ------- | ------------------ | ---------------- | -------------------- |
| Чоловіки | 105     | 19                 | 66               | 20                   |
| Жінки    | 98      | 16                 | 54               | 28                   |
| Разом    | 203     | 35                 | 120              | 48                   |